# 戊酸雌二醇/庚酸炔諾酮
戊酸雌二醇/庚酸炔諾酮 (英語：estradiol valerate/norethisterone enantate，簡稱EV/NETE)），以Mesigyna等商品名稱於市面銷售，是一種複方注射避孕藥，用於預防女性懷孕。它含有戊酸雌二醇 (EV)（一種雌激素）和庚酸炔諾酮 (NETE)（一種合成黃體素）。
雌激素與黃體素在避孕藥中的作用機制：抑制排卵、改變子宮內膜生長（使其變得薄弱）及增加子宮頸黏液黏稠度。雌激素與黃體素結合使用能有效提高避孕效果，減少意外懷孕的風險。
給藥方式為每月進行一次肌肉注射。
EV/NETE是使用最為廣泛的複方注射避孕藥，全球至少已有36個國家批准使用。在整個拉丁美洲、一些亞洲（含土耳其）和非洲國家均可取得此藥物。

## 醫療用途
EV/NETE為一種複方注射避孕藥，用以預防女性懷孕。每個月注射一次即可達到目的。

### 可供選擇劑型
EV/NETE的配方為油溶液形式，每劑含有5毫克戊酸雌二醇 (EV) 和50毫克庚酸炔諾酮 (NETE)。

## 藥理學

### 藥效學

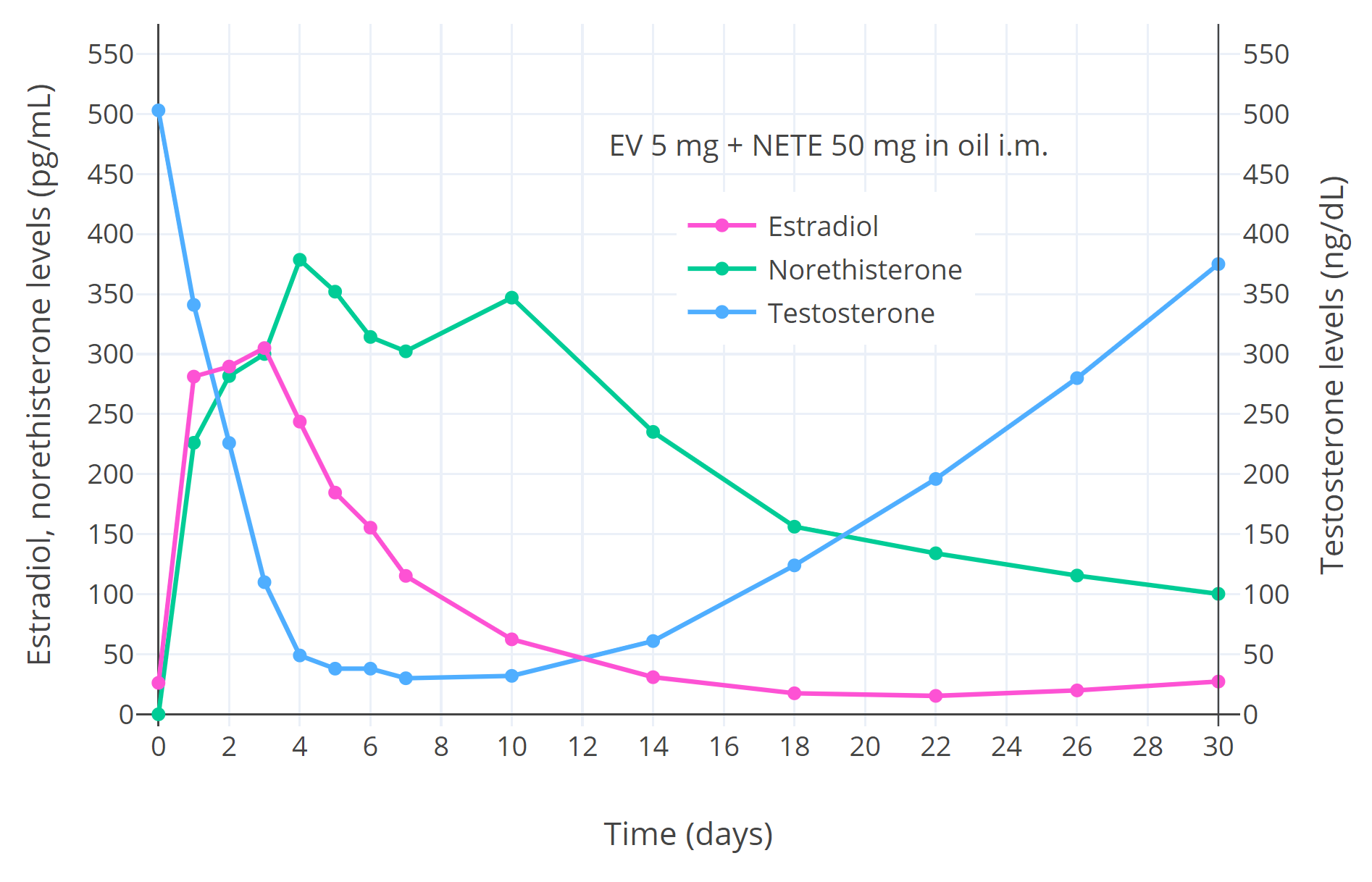
健康年輕男性（男性作為對照組）接受肌肉注射一劑EV/NETE（5毫克/50毫克）後的睪固酮水平。睪固酮在第7天測量時的最大抑制程度可達約94%，由約503毫克/公合降至約30毫克/公合。

EV/NETE是種含雌激素和黃體素成分的藥物，其中的黃體素（庚酸去甲酮雌酮，即NETE）具有輕微的雄激素作用。
NETE透過其黃體素活性，具有強效的抗促性腺激素作用，可抑制生育能力並降低性激素水平。單次肌肉注射EV/NETE即可可強烈抑制男性分泌睪固酮濃度。睪固酮濃度從基線時的約503毫克/公合（1公升=10公合）於注射後第7天最低降至約30毫克/公合(即下降94%) 。雖然在短期研究中發現男性使用可顯著降低睪固酮的分泌，精子的生成也因而降低，理論上可達避孕目的。但EV/NETE作為男性避孕藥的長期效果和安全性仍需進一步驗證。長期使用可能帶來的健康風險（例如心血管問題、骨骼健康等）尚未被完全了解。

### 藥物動力學
注射一劑EV/NETE (5毫克/50毫克) 後，雌二醇在血液的峰值在2天內達到232至428皮克/毫升（1皮克 = 1萬億分之1克）。

## 歷史
EV/NETE與另一種複方注射避孕藥 - 環戊丙酸雌二醇/醋酸甲羥孕酮（EC/MPA，代號HRP-112）由世界衛生組織（WHO）同時主導開發。這兩種避孕藥均於1993年正式推出。

## 社會與文化

### 通用名稱
EV/NETE也因其開發專案代號HRP-102而為人知。

### 品牌名稱
EV/NETE有多種商品名稱，包括Effectimes、Ginediol、Mesigyna、Mesilar、Meslart、Mesocept、Mesygest、Nofertyl、Nofertyl Lafrancol、Noregyna、Norestrin、Norifam、Norigynon、Nostidyn、Sexseg及Solouna。在中國稱為"复方庚酸炔诺酮注射液"。

### 藥物供應
EV/NETE可在至少36個國家取得，包括阿根廷、巴哈馬、巴貝多、玻利維亞、巴西、智利、哥倫比亞、哥斯大黎加、多明尼加、厄瓜多爾、埃及、薩爾瓦多、迦納、格瑞那達、瓜地馬拉、蓋亞那、海地、宏都拉斯、牙買加、肯亞、墨西哥、尼加拉瓜、巴拿馬、巴拉圭、秘魯、聖露西亞、土耳其、烏拉圭、委內瑞拉和辛巴威。其中至少有15個是加勒比地區的國家。 EV/NETE是最受廣泛使用的複方注射避孕藥。